# متنزه بايزووتر الحكومي
متنزّه بايزووتر بوينت الحكومي، تبلغ مساحته 17 أكر (0.069 كـم2) وهو متنزّه حكومي يقع في خليج جامايكا في كوينز، نيويورك. يقع المتنزّه في الطرف الغربي من جادة موت في بايزووتر بالقرب من فار روكواي وهو مبني على أرض كانت تضم في السابق قصر وعقار صاحب المصرف لويس هاينشايمر.

## التاريخ
كانت الأرض التي يشغلها متنزّه بايزووتر بوينت الحكومي ذات يوم موطنًا لـ «بريزي بوينت» ، وهو قصر واسع تم بناؤه في عام 1907 من قبل صاحب المصرف في مدينة نيويورك لويس هينشايمر. في عام 1925، تم تحويل القصر إلى دار للأطفال المعاقين، وتم استخدامه لاحقًا كدار للأطفال ذوي الإعاقات الذهنية قبل طرحه في السوق في أواخر الثمانينيات.
في عام 1986 تم شراء قطعة أرض مساحتها 12 أكر (0.049 كـم2) والتي كان من المفترض أن تصبح متنزّه بايزووتر بوينت الحكومي من قبل الصندوق الإستئماني للأراضي العامة. القصر، والذي تدمر من جراء النيران، تم هدمه في عام 1987 قبل منح الأرض لولاية نيويورك في عام 1988 ؛ لم يبق الا المعهد الموسيقي قائمًا.
عينت ولاية نيويورك الأرض كمتنزّه حكومي في عام 1991 ، ومنحت مدينة نيويورك أودوبون واجبات إدارية على المتنزّه. بين عامي 1994 و 1996 ، أجرت جمعية أودوبون مشروع للبحث والترميم في بايزووتر بوينت، في محاولة لإشراك العامة في الحفاظ على الأرض.
في أوائل مايو 2010 ، تم إغلاق المتنزّه لفترة وجيزة عن الشعب نتيجة لإنخفاض الميزانية، إلى جانب إغلاق 57 متنزّه حكومي إضافي ومواقع تاريخية أخرى. ومع ذلك، بحلول نهاية الشهر، تم التوصل إلى اتفاق لإعادة فتح العديد من المتنزّهات، بما في ذلك بايزووتر بوينت. في عام 2015 ، تم الإعلان عن مشروع تحسين بقيمة 80 ألف دولار لتحقيق إستقرار نزل غروب الشمس في الحديقة.

## استعمال
تم إنشاء متنزّه بايزووتر بوينت من أجل الحفاظ على الموائل الهامة للطيور المهاجرة في خليج جامايكا. كما يحمي المتنزّه موطن الفراشات مثل ربان ديلاوير، ويستخدم شاطئه من قبل سرطانات حدوة الحصان خلال موسم التزاوج السنوي. على هذا النحو، فإن المتنزّه غير مطور إلى حد كبير، ويوفر في المقام الأول مساحة للاستجمام الغير مفعل مثل المشي لمسافات طويلة ومراقبة الطيور وصيد الأسماك.

## روابط خارجية
- New York State Parks: Bayswater Point State Park